# محمود أباد سفلي (شاهين دج)
محمود أباد سفلي هي قرية في مقاطعة شاهين دج، إيران. عدد سكان هذه القرية هو 124 في سنة 2006.